# Arman Soldin
Pour les articles homonymes, voir Soldin (homonymie).
Arman Soldin est un journaliste reporter d’images franco-bosnien né le 21 mars 1991 à Sarajevo (Yougoslavie) et mort le 9 mai 2023 près de Tchassiv Iar (Ukraine),.

## Biographie

### Jeunesse
Arman Soldin naît le 21 mars 1991 à Sarajevo (Yougoslavie). Ses parents, Sulejman et Oksana Soldin sont journalistes à TV Sarajevo.
Au début du siège de la ville pendant la guerre de Bosnie-Herzégovine, il est parmi les premiers à être évacué vers la France en 1992, dans l’avion officiel français dans lequel se trouvent aussi le président de la République François Mitterrand et le ministre de la Santé Bernard Kouchner.
À son arrivée en France, avec ses parents et ses sœurs, il s’installe à La Gacilly dans le Morbihan,. La paix revenue en Bosnie, ils rentrent à Sarajevo en 1998.
En 2002, après la séparation de ses parents, sa mère Oksana, devenue professeure de philosophie et sociologie, et ses trois enfants – Arman, son frère cadet Sven, et sa sœur aînée Ena – reviennent en France pour s’installer à Rennes,. Chaque été, ils retournent en Bosnie voir leur père, Sulejman Soldin, un journaliste reconnu.

### Formation
Passionné de football, Arman Soldin joue au Stade rennais de 2006 à 2008 en U13 et U15. Mais il souffre de blessures récurrentes au genou qui l'empêchent de continuer.
Scolarisé au lycée Saint-Martin de Rennes, il obtient un baccalauréat scientifique, avec mention bien, en 2009. En 2013, il obtient une licence de lettres en politique à Londres à l'University College de Londres (School of Slavonic and East European Studies). Il obtient un master en production et management des arts, en cinématographie et en production en film et vidéo l’Université de Sarajevo en 2014, et un master en journalisme à l’Université Lumière de Lyon.

### Carrière professionnelle
Arman Soldin entre comme stagiaire à l’Agence France-Presse (AFP) à Rome en 2015 où il couvre la crise migratoire à Lampedusa puis travaille comme éditeur au bureau de Londres. Il retourne en Italie en 2020 lors de la pandémie du Covid-19 et couvre différents sujets (crise migratoire, pandémie, ainsi que l'effondrement du Pont Morandi à Gènes). Dans le même temps, il devient correspondant sportif au Royaume-Uni pour la chaîne de télévision Canal +, et commente les matchs du championnat d'Angleterre de football ,.
Dès le début de l’invasion de l'Ukraine par la Russie en février 2022, il se porte volontaire pour faire partie des premiers envoyés spéciaux de l’Agence France-Presse. Il devient coordinateur vidéo de l’AFP en septembre 2022. Dans ses reportages, « il aimait mettre en lumière la vie des gens ordinaires pris dans la guerre et cherchant à survivre dans le chaos comme celle d’un livreur de pain à scooter sur les chemins du Donbass ».

### Mort
Arman Soldin est tué le 9 mai 2023 dans les environs de Tchassiv Iar, localité à proximité de Bakhmout, en Ukraine, lors d’une attaque de roquettes Grad utilisées quotidiennement par les forces russes.
Selon un décompte des ONG spécialisées Reporters sans frontières et du Comité pour la protection des journalistes, Arman Soldin est le 11e reporter, fixeur ou chauffeur de journalistes tué dans le cadre de l’invasion russe de l’Ukraine, le 3e Français (après Frédéric Leclerc-Imhoff et Pierre Zakrzewski), et le 25e journaliste de l’AFP mort dans l’exercice de ses fonctions depuis la création de l’agence en 1944.
Le 10 mai, une enquête confiée aux gendarmes de l’Office central de lutte contre les crimes contre l’humanité et les crimes de haine est ouverte en France pour crime de guerre afin de déterminer les circonstances de sa mort.
Le meurtre d'Arman Soldin est condamné par la directrice générale de l’UNESCO Audrey Azoulay dans un communiqué de presse publié le 10 mai 2023.
Un an après son décès, la Russie, qui ne reconnaît jamais sa responsabilité dans les décès de reporters imputés aux frappes de son armée, déclare ne pas pouvoir ouvrir d'enquête sur la mort du journaliste, survenue en territoire sous contrôle ukrainien.

## Décoration
Le 13 juillet 2023, Arman Soldin est nommé à titre posthume au grade de chevalier dans l'ordre national de la Légion d'honneur.